# Sphodropoda papua
Sphodropoda papua es una especie de mantis de la familia Mantidae.

## Distribución geográfica
Se encuentra en Nueva Guinea y en las Islas Salomón.